# 光通信工事技能競技会
光通信工事技能競技会 とは、一般社団法人情報通信エンジニアリング協会の主催により、同協会の会員を対象として、NTTグループの情報通信工事にかかわる技術者の施工技術の向上や業界全体の工事能力の向上を目的にし毎年開催されている技能競技大会である。同協会の会員ではない一般の参加はできない。
光ファイバ工事施工技術の地下設備・架空設備・宅内設備の工事技術を競う。2005年に第1回大会が開かれ、その後、毎年行われている。

## 概要
- 主催
  - 情報通信エンジニアリング協会
- 後援
  - 東日本電信電話株式会社
  - 西日本電信電話株式会社
  - 通信電線線材協会
  - 全国通信用機器材工業協同組合

## 過去大会の開催場所と技能競技内容

### 第1回
平成17年（2005年）7月22日（金）　NDSテクノロジー総合センタ　38チーム（76名）が参加
- 光ファイバ施工競技
- 安全施工・PC設定競技

### 第2回
平成18年（2006年）7月27日（木）　パシフィコ横浜　47チーム（70名）が参加
- 光アクセス施工競技（東日本）
- 光アクセス施工競技（西日本）
- Bフレッツサービス開通競技
- 光プレミアムサービス開通競技

### 第3回
平成19年（2007年）7月20日（金）　神戸国際展示場　48チームが参加
- 光アクセス施工競技（東日本）
- 光アクセス施工競技（西日本）
- Bフレッツサービス開通競技
- 光プレミアムサービス開通競技

### 第4回
平成20年（2008年）7月29日（火）　パシフィコ横浜　19社（68選手）が参加
- 光アクセス地下設備施工競技
- 光アクセス架空設備施工競技
- フレッツ光サービス開通競技
- Bフレッツサービス開通競技（女性選手）

### 第5回
平成21年（2009年）7月22日（水）　パシフィコ横浜　76選手が参加
- 光アクセス地下設備施工競技
- 光アクセス架空設備施工競技
- NGNワンストップサービス開通競技

### 第6回
平成22年（2010年）7月21日（水）　神戸国際展示場　73選手が参加
- 光アクセス地下設備施工競技
- 光アクセス架空設備施工競技
- NGNワンストップサービス開通競技

（東日本大震災の復旧・復興のため平成23年（2011年）は中止）

### 第7回
平成24年（2012年）7月25日（水）　パシフィコ横浜　67選手が参加
- 複合架空設備施工競技
- 光アクセス架空設備施工競技
- 光サービス開通施工競技

### 第8回
平成25年（2013年）7月31日（水）　ポートメッセなごや
- 複合架空設備施工競技
- 光アクセス架空設備施工競技
- 光サービス開通施工競技
- 故障修理エキシビション

### 第9回
平成26年（2014年）7月31日（木）　パシフィコ横浜
- メタル設備施工（個人）競技
- 光アクセス設備施工（個人）競技
- 光アクセス設備施工（団体）競技
- 光故障修理（個人）競技

### 第10回
平成27年（2015年）7月31日（金）　京都パルスプラザ
- 光アクセス設備施工部門
- 光構内設備施工部門
- メタル設備施工部門

### 第11回
平成28年（2016年）7月12日（火）　パシフィコ横浜
- 光アクセス設備施工部門
- 光ユーザ設備施工部門
- メタル設備施工部門

### 第12回
平成29年（2017年）7月31日（金）　京都パルスプラザ
- 光アクセス設備施工部門
- 光ユーザ設備施工部門
- メタル設備施工部門

### 第13回
平成30年（2018年）7月5日（木）　パシフィコ横浜
- 光ユーザ、光アクセス施工部門
- 光アクセス、メタル施工部門

### 第14回
令和元年（2019年）7月31日（水）　神戸国際展示場